# Бейра (антилопа)
Бе́йра (лат. Dorcatragus megalotis; сом. beira) — парнокопитна тварина з групи антилоп. Ендемік Африки. Поширена в Сомалі та прилеглих територіях Ефіопії. Довжина тіла становить 80-90 см, висота в холці 50-60 см. Маса тіла становить приблизно 10 кг. Мешкає на скелястих, зарослих чагарниками схилах гір та пагорбів в посушливих районах. Харчується пагонами чагарників, листками, може довгий час перебувати без води. Зустрічаються парами або ж невеликими групами. Чисельність швидко скорочується, занесена до Червоної книги МСОП.